# Râul Mineu
Râul Mineu este un curs de apă, afluent al râului Sălaj. 